# 니콘 쿨픽스 시리즈

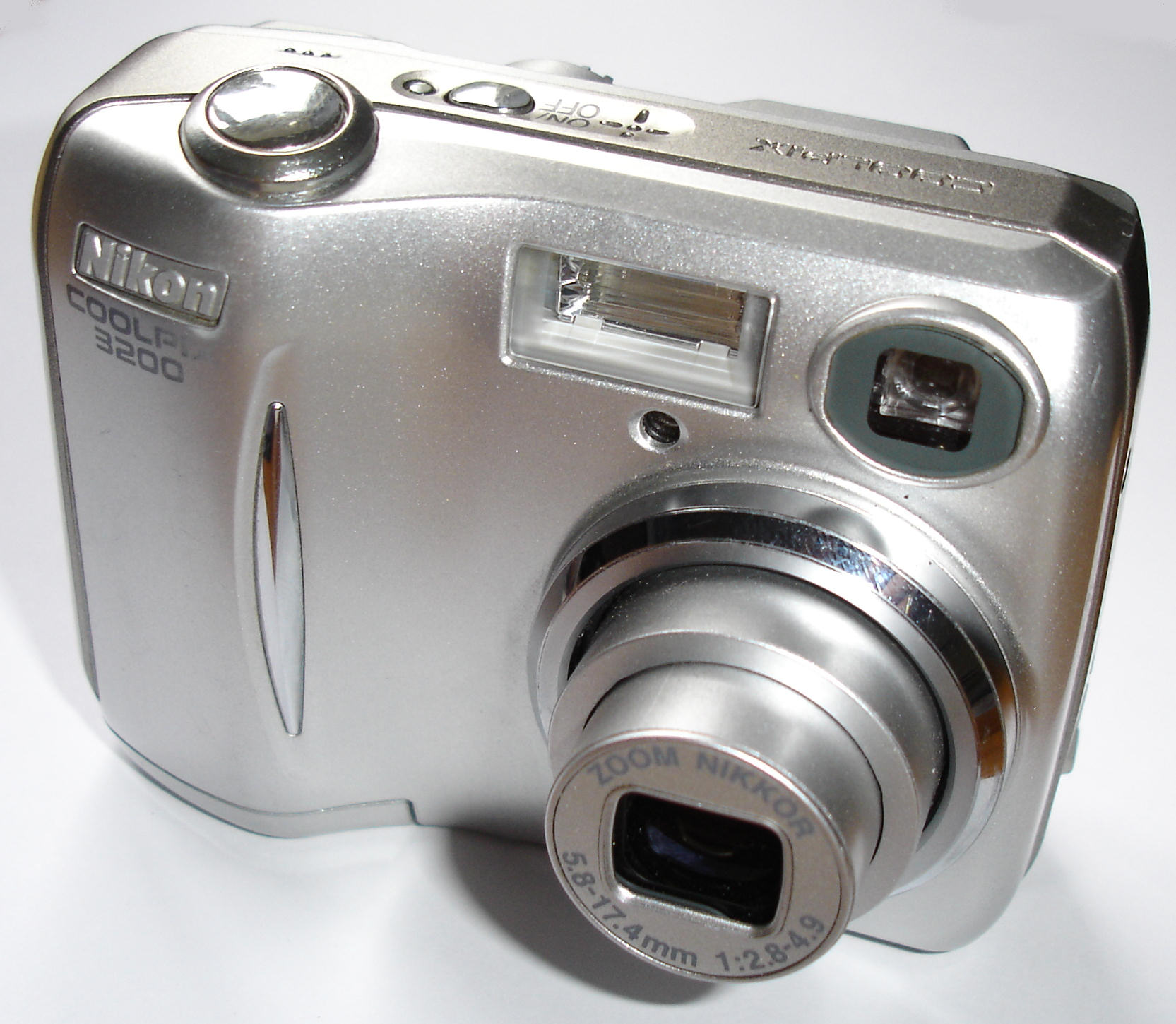

니콘 쿨픽스는 니콘의 컴팩트 디지털 카메라 제품군이다.
1997년 1월에 쿨픽스 300 모델이 최초로 출시되었으며, 2009년 3월 현재 약 24개 제품군이 니콘 이미징 코리아에서 판매되고 있다.

## 현재 시판중인 모델

### P-제품군: Performance
- 쿨픽스 P60 - 810만 화소, 2.5인치 LCD, 5배 광학줌, 4배 디지털 줌, D-Lighting, 인물 우선 AF, 광학식 손떨림 보정.
- 쿨픽스 P80 - 1000만 화소, 18배 광학줌.
- 쿨픽스 P90 - 1210만 화소, 24배 광학줌, 3.0인치 틸트 LCD.
- 쿨픽스 P5100 - 1210만 화소, 2.5인치 LCD, 3.5배 광학줌, D-Lighting, 인물 우선 AF, 광학식 손떨림 보정.
- 쿨픽스 P6000 - 1360만 화소, 2.5인치 LCD, 4배 광학줌, D-Lighting, 인물 우선 AF, 광학식 손떨림 보정, GPS내장.

### S-제품군: Style
- 쿨픽스 S52 - 900만 화소, 3인치 LCD, 3배 광학 줌.
- 쿨픽스 S52c - S52의 서브 모델, WiFi 내장
- 쿨픽스 S60 - 1000만 화소, 3.5인치 터치 스크린 LCD, 5배 광학 줌, WiFi 내장.
- 쿨픽스 S200 - 710만 화소, 2.5인치 LCD, 3배 광학 줌.
- 쿨픽스 S210 - 800만 화소, 2.5인치 LCD, 3배 광학 줌, 인물 우선 AF, D-Lighting, 광학식 손떨림 보정.
- 쿨픽스 S220 - 1000만 화소, 3배 광학 줌.
- 쿨픽스 S230 - 1000만 화소, 3배 광학 줌.
- 쿨픽스 S500 - 710만 화소, 2.5인치 LCD, 3배 광학 줌, D-Lighting, 인물 우선 AF, 광학식 손떨림 보정.
- 쿨픽스 S510 - 810만 화소, 2.5인치 LCD, 3배 광학 줌, D-Lighting, 인물 우선 AF, 광학식 손떨림 보정.
- 쿨픽스 S520 - 800만 화소, 2.5인치 LCD, 3배 광학 줌.
- 쿨픽스 S550 - 1000만 화소, 2.5인치 LCD, 5배 광학 줌, D-Lighting, 인물 우선 AF, 전자식 손떨림 보정.
- 쿨픽스 S560 - 1000만 화소, 5배 광학 줌, 2.7인치 LCD.
- 쿨픽스 S600 - 1000만 화소, 2.7인치 LCD, 4배 광학 줌, D-Lighting, 인물 우선 AF, 광학식 손떨림 보정.
- 쿨픽스 S610 - 1000만 화소, 4배 광학 줌, 3인치 LCD.
- 쿨픽스 S610c - 1000만 화소, 4배 광학 줌, 3인치 LCD, WiFi 내장.
- 쿨픽스 S620 - 1220만 화소, 4배 광학 줌.
- 쿨픽스 S630 - 1200만 화소, 7배 광학 줌.
- 쿨픽스 S700 - 1210만 화소, 2.7인치 LCD, 3배 광학 줌, D-Lighting, 인물 우선 AF, 광학식 손떨림 보정.
- 쿨픽스 S710 - 1450만 화소, 3인치 LCD, 3.6배 광학 줌, D-Lighting, 인물 우선 AF, 광학식 손떨림 보정.

### L-제품군: Life
- 쿨픽스 L16 - 710만 화소, 3배 광학 줌, 2.8인치 LCD.
- 쿨픽스 L18 - 800만 화소, 3배 광학 줌, 3인치 LCD.
- 쿨픽스 L19 - 800만 화소, 3.6배 광학 줌, 2.7인치 LCD.
- 쿨픽스 L20 - 1000만 화소, 3.6배 광학 줌, 3인치 LCD.
- 쿨픽스 L100 - 1000만 화소, 15배 광학 줌, 3인치 LCD.

## 단종된 모델

### 쿨픽스 1xx
- 쿨픽스 100 - 33만 화소

### 쿨픽스 3xx
- 니콘 쿨픽스 300(Nikon Coolpix 300)
- 니콘에서 1997년 1월 3일에 출시한, 컴팩트 디지털 카메라다. 1/3인치 33만화소 CCD센서를 장착하였으며, 초점 거리 6.2mm(35mm 환산시 45mm)의 고정 초점 렌즈를 장착하였다. 내장 메모리는 4MB 플래시 메모리를 장착하였으며, 추가 확장은 불가능하다. 특이하게 음성 녹음 기능을 지원하며, 최대 17분까지 녹음이 가능하다.

### 쿨픽스 6xx
- 쿨픽스 600

### 쿨픽스 7xx
- 쿨픽스 700
- 쿨픽스 775

### 쿨픽스 8xx
- 쿨픽스 800
- 쿨픽스 880
- 쿨픽스 885

### 쿨픽스 9xx
- 쿨픽스 900
- 쿨픽스 900s
- 쿨픽스 950
- 쿨픽스 990
- 쿨픽스 995

### 쿨픽스 2xxx
- 쿨픽스 2000
- 쿨픽스 2100
- 쿨픽스 2200
- 쿨픽스 2500

### 쿨픽스 3xxx
- 쿨픽스 3100
- 쿨픽스 3200
- 쿨픽스 3500
- 쿨픽스 3700

### 쿨픽스 4xxx
- 쿨픽스 4100
- 쿨픽스 4200
- 쿨픽스 4300
- 쿨픽스 4500
- 쿨픽스 4600
- 쿨픽스 4800

### 쿨픽스 5xxx
- 쿨픽스 5000
- 쿨픽스 5100
- 쿨픽스 5200
- 쿨픽스 5400
- 쿨픽스 5600
- 쿨픽스 5700
- 쿨픽스 5900

### 쿨픽스 7xxx
- 쿨픽스 7600
- 쿨픽스 7900

### 쿨픽스 8xxx
- 쿨픽스 8000
- 쿨픽스 S8200 - 1600만 화소, 14배 광학 줌, 최고 ISO감도 3200, 액정 모니터 7.62cm (92만 화소), Full HD 동영상 좔영, 필터효과-크로스 스크린, 어안 효과, 페인트, 미니어처 효과
- 쿨픽스 8400
- 쿨픽스 8700

### S-제품군: Style
- 쿨픽스 S1
- 쿨픽스 S2
- 쿨픽스 S3
- 쿨픽스 S4
- 쿨픽스 S5
- 쿨픽스 S6
- 쿨픽스 S7
- 쿨픽스 S7c
- 쿨픽스 S10
- 쿨픽스 S50
- 쿨픽스 S50c
- 쿨픽스 SQ
- 쿨픽스 S51 - 810만 화소, 3인치 LCD, 3배 광학 줌.
- 쿨픽스 S51c - S51의 서브 모델, WiFi 내장

### L-제품군: Life
- 쿨픽스 L1
- 쿨픽스 L2
- 쿨픽스 L3
- 쿨픽스 L4
- 쿨픽스 L5
- 쿨픽스 L6
- 쿨픽스 L10
- 쿨픽스 L11 - 600만 화소, 2.9배 광학 줌, 2.4인치 LCD.
- 쿨픽스 L12 - 710만 화소, 3배 광학 줌, 2.5인치 LCD.
- 쿨픽스 L14 - 710만 화소, 3배 광학 줌, 2.4인치 LCD.
- 쿨픽스 L15 - 800만 화소, 3배 광학 줌, 2.8인치 LCD.

### P-제품군: Performance
- 쿨픽스 P1
- 쿨픽스 P2
- 쿨픽스 P3
- 쿨픽스 P4
- 쿨픽스 P50 - 810만 화소, 3.6배 광학줌.
- 쿨픽스 P5000 - 1000만 화소, 3.5배 광학줌.